# جوجل تشكيل
جوجل تشكيل (بالإنجليزية: Google Tashkeel)‏ هي أحد مشاريع مختبرات جوجل التجريبية، وهي عبارة عن خدمة جديدة للناطقين بالعربية تقوم بتشكيل آلي للنصوص المكتوبة بالعربية وفق قواعد اللغة العربية. لقت الخدمة رواجاً سريعاً في عالم الإنترنت، إلا أنها بالمقابل لقت انتقاد لاذع خصوصاً ممن يهتمون باللغة العربية، حيث أن الخدمة كانت تحوي أخطاء تشكيلية كثيرة.
تم إيقاف خدمة جوجل تشكيل في 30 سبتمبر 2011 كجزء من الإلغاء التدريجي للمختبرات Google Labs

## وصلات خارجية
جوجل تشكيل